# Draadrus
De draadrus (Juncus filiformis) is een overblijvend kruid uit de russenfamilie (Juncaceae). De soort staat op de Nederlandse Rode lijst van planten als zeldzaam en stabiel tot iets toegenomen. De soort komt van nature voor in Europa, Noord-Amerika en Azië. Het aantal chromosomen is 2n = 40, 70, 80 of 84.
De plant wordt 15 - 50 (70) cm hoog, heeft lange, kruipende, 1,5 - 2 mm dikke wortelstokken en vormt dichte zoden. De knopen van de wortelstok zitten op korte afstand van elkaar. De ronde, groene tot geelgroene, gladde, rechtopgaande, fijn gestreepte, in een rij staande stengels zijn niet langer dan twee keer de lengte van het onderste schutblad en niet breder dan 1 mm. Het losse merg in de stengel is netvormig. De stengel wordt in het onderste deel omsloten door bruine, niet glanzende bladscheden, waarbij de bovenste een afgeronde top of een gereduceerd schutblad heeft. De kale bladeren zijn gevuld met merg.
De plant bloeit in juni en juli met een losse, 1 cm lange, schijnbaar zijdelings staande bloeiwijze met tot tien bloemen per bloeiwijze. De bloemen hebben aan de voet twee, vliezige, breed-ovale  steunblaadjes. De zes, evenlange, groene, lancetvormige, 2,5 - 4,2 mm lange bloemdekbladen zijn fijn toegespitst en evenlang als de vrucht. De bloem heeft zes meeldraden. De helmdraden zijn 0,5 - 0,9 mm lang en de helmhokjes 0,5 - 0,7 mm lang. De stijl heeft een lengte van 0,2 mm.  Het bovenstandige vruchtbeginsel heeft één stijl met drie bleekroze stempels. De plant is een windbestuiver.
De vrucht is een veelzadige, driehokkige, ronde, stompe doosvrucht met een korte stekel op de bovenkant. De doosvrucht is 2,5 - 3 mm lang en 1,8 - 2,1 mm breed. De lichtroodbruine, 0,5 - 0,6 mm lange zaden hebben geen aanhangsel.

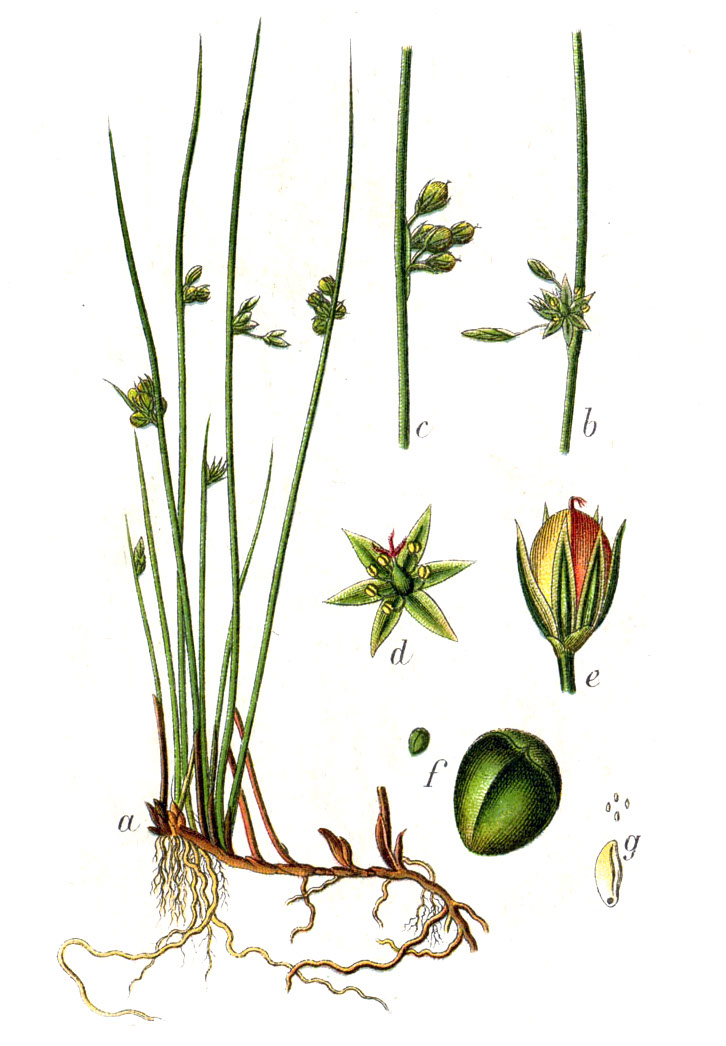
Draadrus

De draadrus komt voor op natte, vrij zure grond in schrale graslanden.

## Externe links

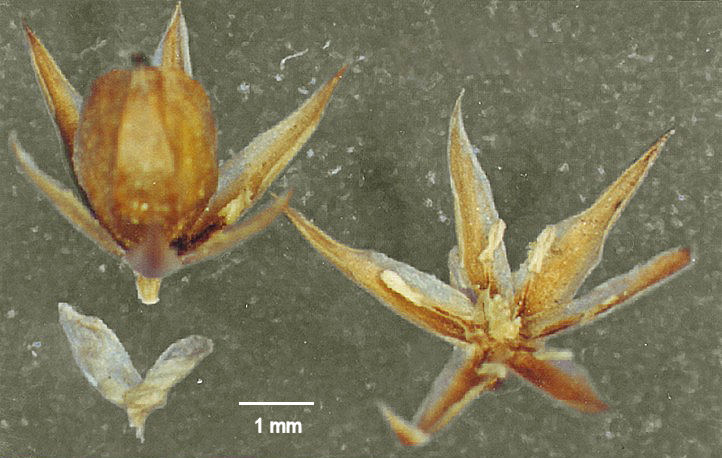
Bloemen
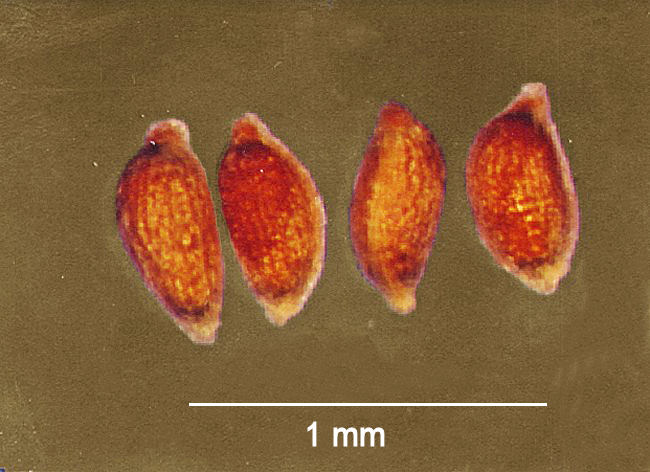
Zaden
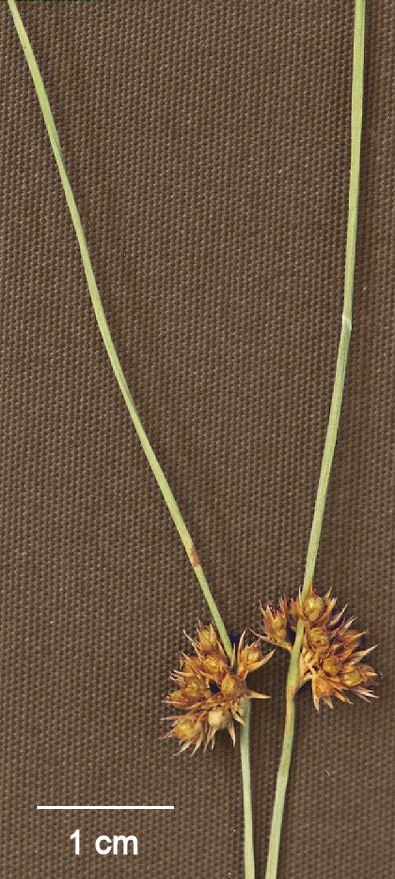
Bloeiwijze

## Namen in andere talen
- Duits: Faden-Binse
- Engels: Thread rush
- Frans: Jonc filiforme